# Martin Salmon
Martin Alexander Salmon (* 29. Oktober 1997 in Germersheim) ist ein deutscher Radrennfahrer.

## Karriere
Als Juniorenfahrer gewann Salmon im Jahr 2015 eine Etappe des Grand Prix Général Patton und wurde Fünfter der Straßenweltmeisterschaften.
Mit dem Wechsel in den Erwachsenenbereich schloss sich Salmon 2017 dem Development Team Sunweb an. Er gewann 2019 die Bergwertung des slowakischen Etappenrennens Okolo Slovenska. Nachdem Salmon zum Saisonende 2019 als Stagiaire für das Team Sunweb fuhr, erhielt er ab 2020 einen regulären Vertrag bei diesem UCI WorldTeam. Bei der Tour du Limousin 2020, einer Rundfahrt der ersten UCI-Kategorie, konnte er die Bergwertung für sich entscheiden.
Nachdem Salmon für das Jahr 2022 keinen neuen Vertrag erhalten hatte, beendete er mit 24 Jahren seine Karriere im internationalen Radsport.
Bei den deutschen Bahnmeisterschaften 2025 belegte Martin Salmon vor heimischem Publikum in Dudenhofen Platz drei im Ausscheidungsfahren.

## Erfolge
2015
- eine Etappe Grand Prix Général Patton

2019
- Bergwertung Okolo Slovenska

2020
- Bergwertung Tour du Limousin